# Naturschutzgebiet Soestmecke

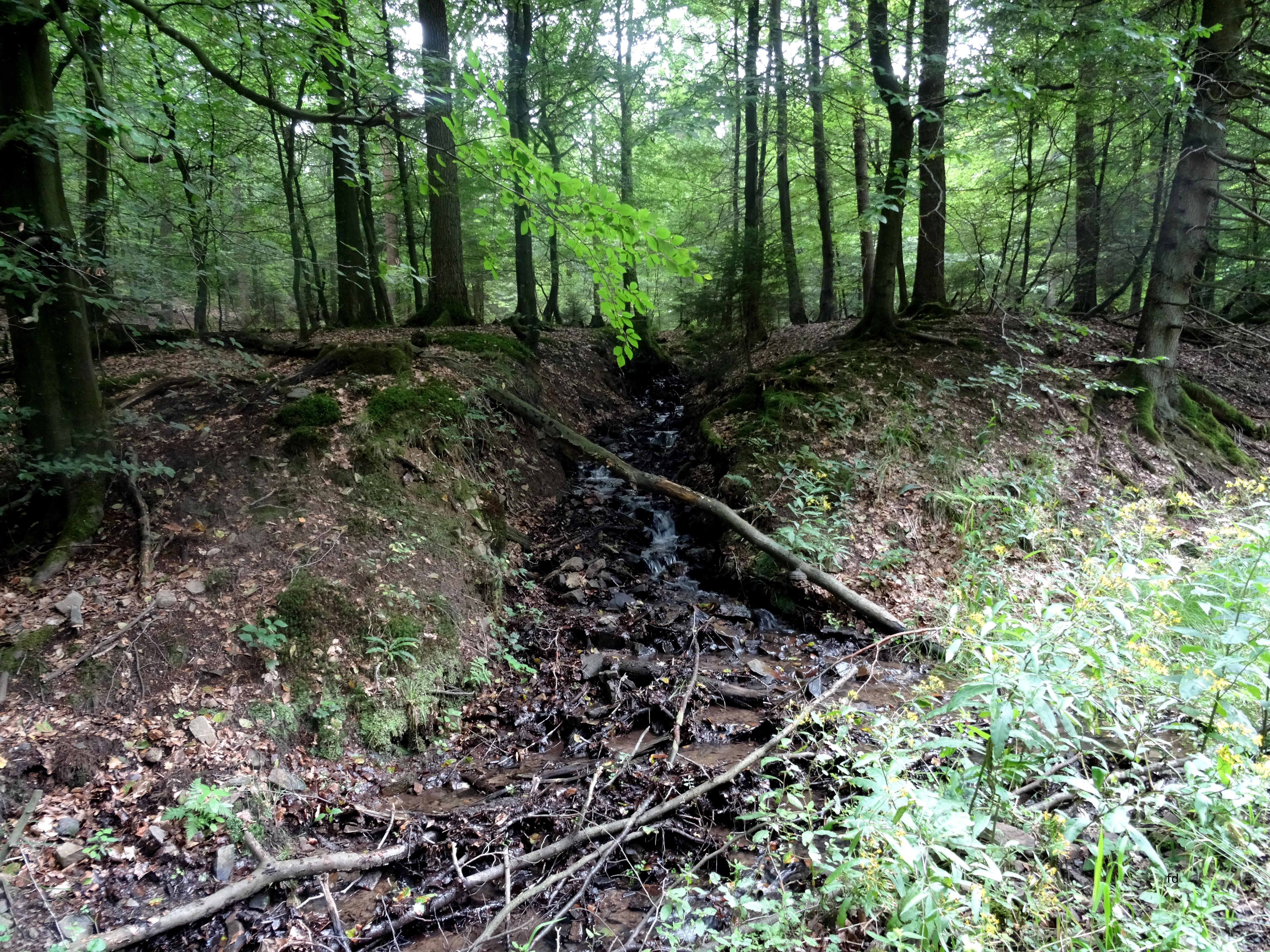

Das Naturschutzgebiet Soestmecke mit einer Größe von 8,3 ha lag im Arnsberger Wald nördlich von Wennemen im Stadtgebiet Meschede. Das Gebiet wurde 1994 mit dem Landschaftsplan Meschede durch den Hochsauerlandkreis als Naturschutzgebiet (NSG) ausgewiesen. Bei der Neuaufstellung des Landschaftsplanes Meschede wurde das NSG dann Teil vom neuen Naturschutzgebiet Arnsberger Wald (Meschede).

## Gebietsbeschreibung
Beim NSG handelt es sich um den Bach Soestmecke mit Quellbereich und einen Teil des Baches Gebke mit Waldbereichen. Im Wald gibt es Bereiche mit Eichen, Rotbuchen und Roterlen. Im NSG kamen gefährdete Pflanzenarten vor. Dem Bachtal kam für den Biotop- und Artenschutz lokale Bedeutung zu.

## Schutzzweck
Wie alle Naturschutzgebieten im Landschaftsplangebiet wurde das NSG „zur Erhaltung von Lebensgemeinschaften oder Lebensstätten bestimmter wildlebender Pflanzen und wildlebender Tierarten, aus wissenschaftlichen, naturgeschichtlichen, landeskundlichen oder erdgeschichtlichen Gründen oder wegen der Seltenheit, besonderen Eigenart oder hervorragenden Schönheit einer Fläche oder eines Landschaftsbestandteils“ als NSG ausgewiesen.
Zum Schutzzweck speziell des NSG führte der Landschaftsplan 1994, neben den normalen Schutzzwecken für alle NSG im Landschaftsplangebiet, auf: „Erhaltung eines Biotopkomplexes aus Buchen-, Eichen- und erlenreichem Feuchtwald und Quellzonen als wertvoller Lebensraum für Tiere und Pflanzen; hohe Artenvielfalt; hohe strukturelle Vielfalt; Gebiet fällt unter § 20 c BNatSchG.“